# 2015 у праві
Ця стаття присвячена головним подіям у галузях правотворчості, правосуддя, правозастосування та юриспруденції в 2015 році.

## Події у світі

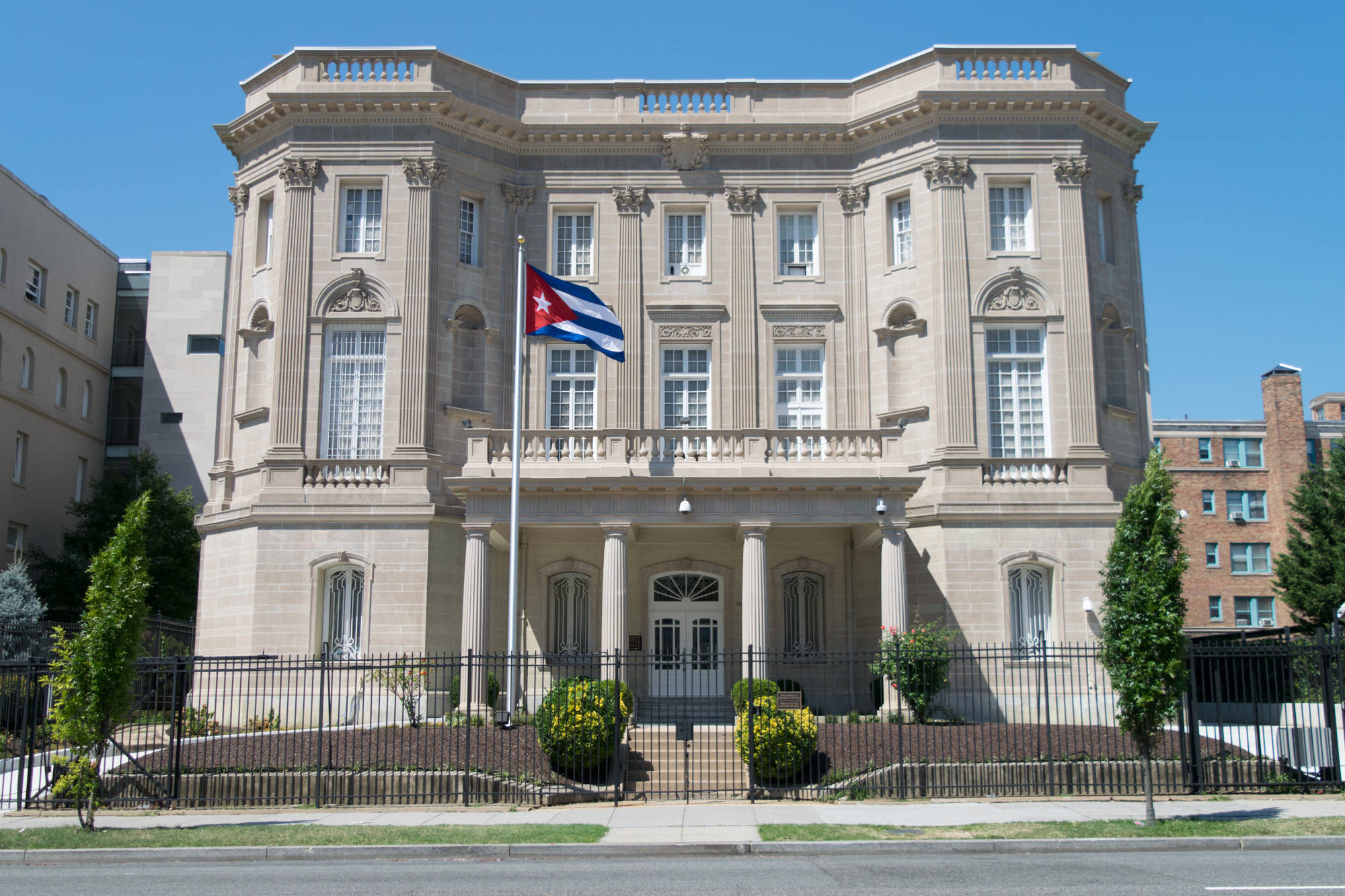
Посольство Республіки Куба у Вашингтоні

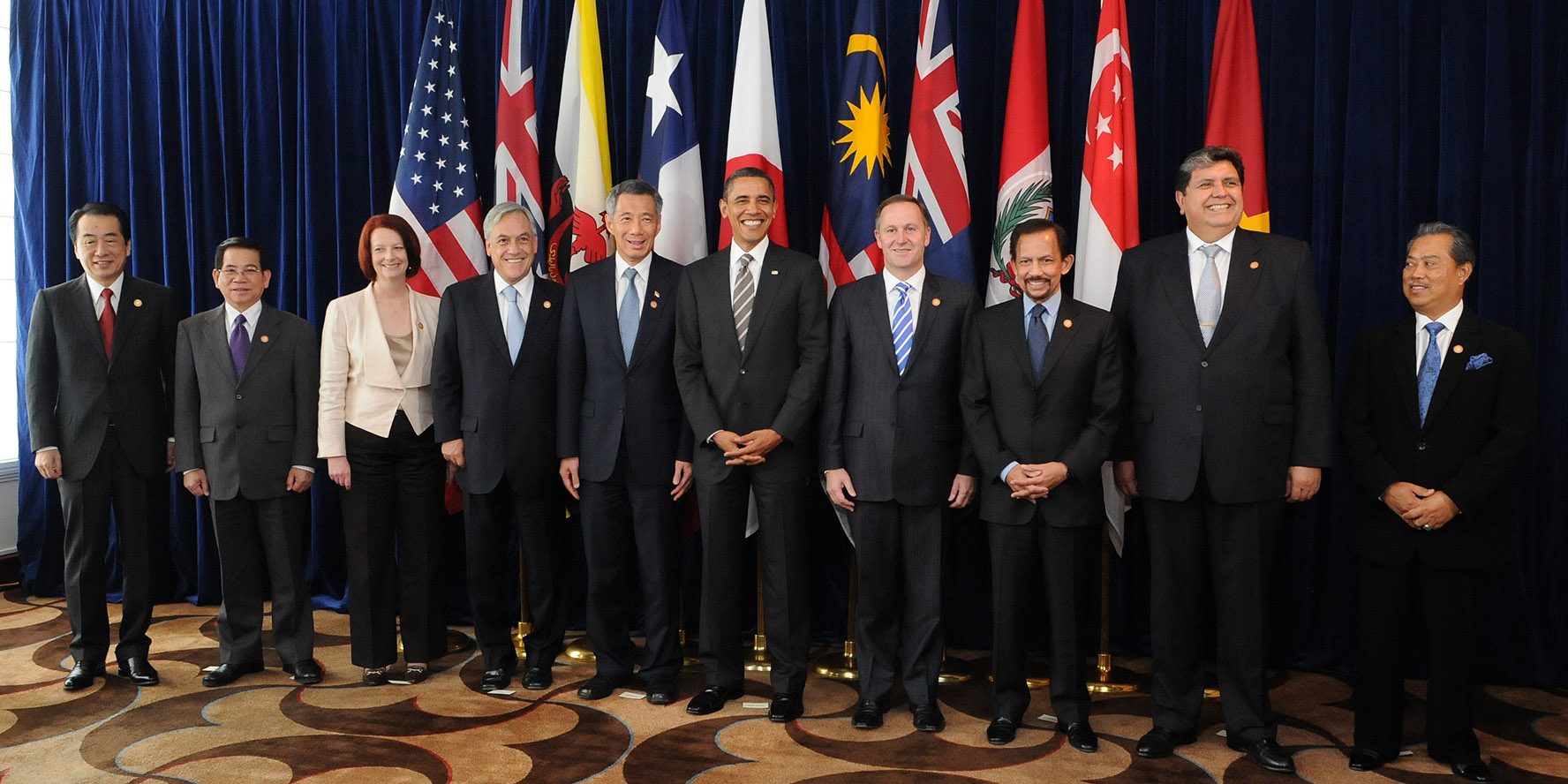
Лідери країн-підписантів Транстихоокеанського партнерства, 2010

- 12 січня — Влада Куби випустила з в'язниць 53 політичних ув'язнених, внаслідок розхолодження відносин Куба-США й відновлення двосторонніх відносин[1].
- 12 березня — Ісландія відкликала заявку на вступ до ЄС[2].
- 15 квітня:
  - Європарламент ухвалив резолюцію, в якій названо геноцидом вбивство 1,5 млн вірмен турецькою армією в часи Першої світової війни[3].
  - Сенат Конгресу Аргентини схвалив проект уряду адміністрації Кристини Фернандес де Кіршнер про націоналізацію залізниць країни[4].
- 14 травня:
  - Уряд Японії затвердив закон, що скасовує заборону на ведення військових дій за кордоном, який діяв з моменту закінчення Другої світової війни[5].
  - Газпром уперше програв суд по принциповій умові міжнародних контрактів «бери або плати»[6]: Віденський арбітраж підтвердив право чеської «RWE Transgas» знижувати об'єми закупівель без штрафів.
- 16 травня — Єгипетський суд засудив поваленого президента Мохаммеда Мурсі до страти через масову втечу з в'язниці в 2011 році[7].
- 21 травня — Президент Киргизстану Алмазбек Атамбаєв підписав закон, яким приєднав країну до Євразійського економічного союзу[8].

- 20 липня — У Гавані та Вашингтоні відновлюють роботу посольства США і Куби[9], закриті з 1961 року.
- 27 липня — Після 20 років переговорів Казахстан у Женеві підписав протокол про приєднання до Світової організації торгівлі[10].
- 29 липня — Росія на засіданні Ради безпеки ООН застосувала вето до резолюції про створення міжнародного трибуналу з розслідування катастрофи літака «Малайзійських авіаліній» Боїнг-777 рейсу MH17 над територією України 17 липня 2014 року і загибелі 298 осіб[11].
- 2 серпня — Індія і Бангладеш вирішили територіальну суперечку, обмінявшись анклавами[12].

- 5 жовтня — США, Японія, Нова Зеландія, В'єтнам, Канада, Австралія, Малайзія, Перу, Бруней, Сингапур, Чилі та Мексика досягли згоди утворити Транстихоокеанське партнерство (TPP)[13].
- 15 жовтня — Уряд М'янми уклав перемир'я з представниками етнічних повстанських груп.
- 9 листопада — Регіональний парламент Каталонії ухвалив резолюцію, що проголошує вихід провінції зі складу Іспанії[14].

## Міжнародні документи
- 10 березня — Росія заявила про вихід з Договору про звичайні збройні сили в Європі[15].
- 26 червня — Ватикан і Організація визволення Палестини підписали Всеохоплюючу угоду.
- 29 червня — 50 країн підписали у Пекіні Угоду про створення Азійського банку інфраструктурних інвестицій (набрала чинності 25 грудня).
- 14 липня — У Відні між Іраном і «шісткою» міжнародних посередників підписано угоду щодо іранської ядерної програми[16] — «Спільний всеосяжний план дій».
- 30 вересня — Рада Федерації Російської Федерації (верхня палата парламенту) дала згоду на використання військово-повітряних сил країни на території Сирії[17].
- 9 жовтня — На конференції ООН у Женеві прийнята Міжнародна угода з оливкової олії і столових маслин (див. Міжнародна Оливкова Рада[en]).
- 18 листопада — На 38-й сесії Генеральної конференції ЮНЕСКО прийнята Міжнародна хартія фізичного виховання, фізичної активності та спорту[en].
- 12 грудня — На 21-й Конференції учасників UNFCCC в Парижі погоджено текст Паризької угоди щодо зміни клімату.
- 17 грудня — Резолюція Генеральної Асамблеї ООН «Мінімальні стандартні правила Організації Об'єднаних Націй щодо поводження з ув'язненими (Правила Нельсона Мандели)».

## Право України

### Події

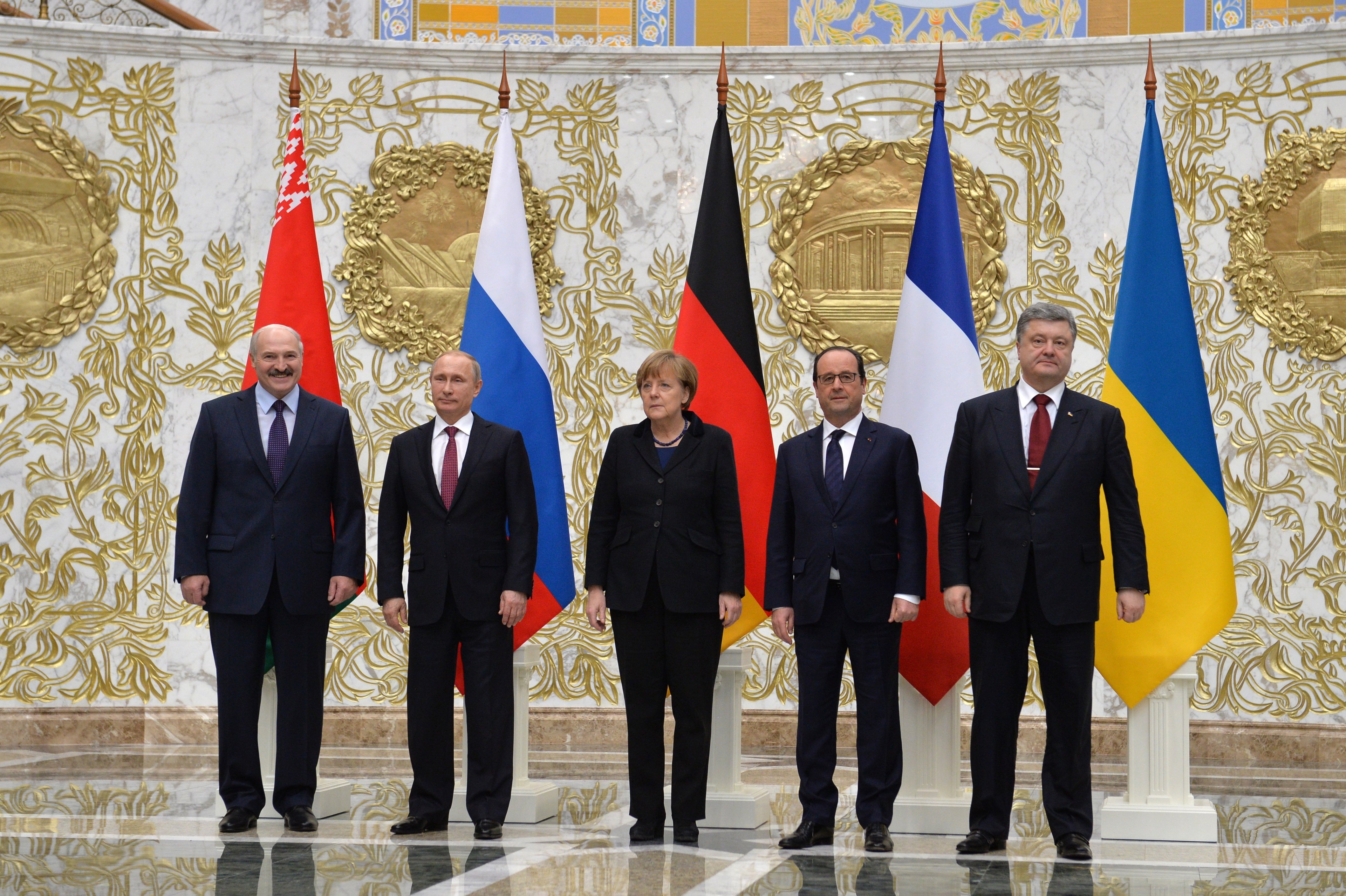
Учасники зустрічі в Мінську: Лукашенко, Путін, Меркель, Олланд, Порошенко

Емблема НАБУ

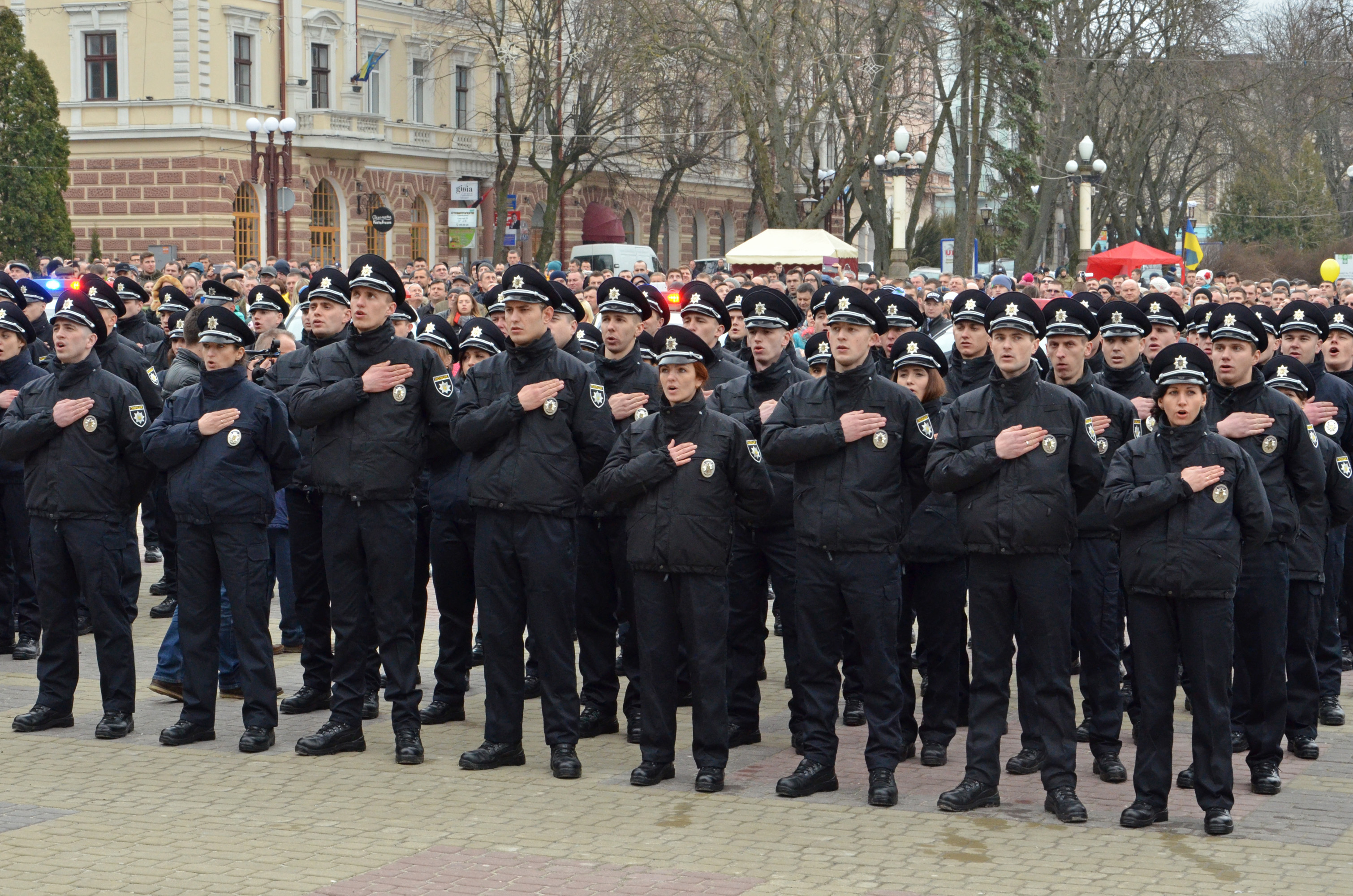
Присяга патрульних поліцейських у Тернополі, 2016

- 14 січня — Указом Президента України Петра Порошенка оголошені четверта-шоста хвилі часткової мобілізації[18].
- 27 січня — Верховна Рада визнала Росію країною-агресором, а самопроголошені «ДНР» і «ЛНР» терористичними організаціями[19].
- 2 лютого — Олександр Волков поновлений на посаді судді Верховного Суду[20].
- 4 лютого — Верховна Рада позбавила В. Януковича звання Президента України[21].

- 12 лютого — У Мінську за підсумками 16-годинних зустрічей лідерів країн «Нормандської четвірки» і учасників контактної групи був прийнятий комплекс заходів з врегулювання конфлікту на сході України.
- 5 березня — Верховна Рада зробила День захисника України 14 жовтня вихідним днем[22].
- 5 березня — Утворені військово-цивільні адміністрації:

1. Донецька обласна
2. Луганська обласна
3. Волноваська районна Донецької;
4. Мар'їнська районна Донецької;
5. Новоайдарська районна Луганської;
6. Попаснянська районна Луганської;
7. Станично-Луганська районна Луганської;
8. міста Авдіївка Донецької;
9. міста Вугледар Донецької;
10. міста Красногорівка Мар'їнського району Донецької;
11. села Кримське Новоайдарського району Луганської;
12. сіл Трьохізбенка, Кряківка, Лобачеве, Лопаскине та Оріхове-Донецьке Новоайдарського району Луганської;
13. селища Новотошківське та села Жолобок Попаснянського району Луганської;
14. сіл Троїцьке та Новозванівка Попаснянського району Луганської[23].

- 18 березня — Утворене Національне агентство з питань запобігання корупції.
- 3 квітня — Відбулося установче засідання правління Фонду соціального страхування України. Він утворюється шляхом злиття Фонду соціального страхування від нещасних випадків на виробництві та професійних захворювань та Фонду соціального страхування з тимчасової втрати працездатності.

- 16 квітня — Указами Президента утворене Національне антикорупційне бюро України та призначений його керівник, Артем Ситник.
- 24 квітня — Верховний Суд затвердив Регламент Пленуму Верховного Суду України[24]

- 4 липня — На Софійській площі у Києві перші працівники української патрульної поліції склали присягу на вірність Україні[25]. Відзначається як День Національної поліції України.
- 13 липня — У рамках реформи децентралізації утворена перша об'єднана територіальна громада в Україні — Новопсковська (Новопсковський район Луганської області).
- 7 серпня — Утворені військово-цивільні адміністрації:

1. міста Мар'їнка та села Побєда Мар'їнського району Донецької;
2. сіл Комінтернове, Водяне та Заїченко Волноваського району Донецької[26].

- 13 серпня — Утворені військово-цивільні адміністрації:

1. Артемівську районну Донецької;
2. Володарську районну Донецької;
3. Костянтинівську районну Донецької;
4. Тельманівську районну Донецької;
5. Ясинуватську районну Донецької;
6. міста Рубіжне Луганської;
7. міст Лисичанськ, Новодружеськ і Привілля Луганської[27].

- 23 вересня — Артемівську Донецької області повернена історична назва Бахмут[28].
- 5 жовтня — Утворена Кіберполіція.
- 7 листопада — Створена Національна поліція та ліквідована міліція[29].
- 12—24 листопада — XIII черговий з'їзд суддів України
- 25 листопада — Президент вніс до Парламенту проект змін до Конституції в частині правосуддя[30].
- 30 листопада — Генеральний прокурор України Віктор Шокін своїм наказом призначив керівником Спеціалізованої антикорупційної прокуратури Назара Холодницького[31].
- 1 вересня — Утворене Національне агентство із забезпечення якості вищої освіти, що замінило Вищу атестаційну комісію та Державну акредитаційну комісію.
- 15 вересня — Законом визначено дату початку тимчасової окупації території України: 20 лютого 2014 року[32], коли на Кримський півострів почали прибувати російські військові без розпізнавальних знаків.
- 22 вересня — Наказом Генерального прокурора України Віктора Шокіна в структурі Генеральної прокуратури України утворено Спеціалізовану антикорупційну прокуратуру.
- 15 грудня — У більшості областей України запрацювали нові місцеві прокуратури. На виконання Закону України «Про прокуратуру» від 14 жовтня 2014 року в органах прокуратури утворено 178 місцевих прокуратур[33].
- 16 грудня — Указом Президента утворена Міжнародна дорадча рада — консультативно-дорадчий орган при Президентові України, який має сприяти впровадженню реформ в Україні.
- 18 грудня:
  - Європейська Комісія схвалила шостий і остаточний Звіт про виконання Україною Плану дій з лібералізації візового режиму[34].
  - Уряд наклав мораторій на виплату Росії боргів на $3,5 млрд[35] (у тому числі «Борг Януковича»).
- 24 грудня — припинили діяльність військово-цивільні адміністрації:

1. міста Вугледар Донецької:
2. міста Рубіжне Луганської;
3. міст Лисичанськ, Новодружеськ і Привілля Луганської[36].

### Міжнародні договори України
- 21 травня — Україна вийшла з низки угод про військове співробітництво з Росією:
  - Угода між Урядом України та Урядом Російської Федерації про транзит через територію України військових формувань Російської Федерації, які тимчасово знаходяться на території Республіки Молдова (1995)[37].
  - Угода між Кабінетом Міністрів України та Урядом Російської Федерації про взаємну охорону секретної інформації (2000)[38].
  - Угода між Урядом України та Урядом Російської Федерації про організацію військових міждержавних перевезень та розрахунки за них (1995)[39].
  - Угода між Україною та Російською Федерацією про співробітництво в галузі воєнної розвідки (1997)[40].
  - Угода між Урядом України та Урядом Російської Федерації про співробітництво у військовій галузі (1995)[41].
- 17 червня — Україна приєдналася до Міжнародної конвенції про захист усіх осіб від насильницьких зникнень, учиненої 20 грудня 2006 року в м. Нью-Йорку[42].
- 7 жовтня — Україна приєдналася до Міжнародного центру вивчення питань збереження та відновлення культурних цінностей[43].

### Найпомітнішізакони
- 15 січня — Про технічні регламенти та оцінку відповідності[44].
- 3 лютого — Про військово-цивільні адміністрації[45].
- 5 лютого:
  - Про пробацію[46].
  - Про засади державної регіональної політики[47].
  - Про добровільне об'єднання територіальних громад[48].
- 11 лютого — Про відкритість використання публічних коштів[49].
- 12 лютого — Про забезпечення права на справедливий суд[50].
- 2 березня — Про ліцензування видів господарської діяльності[51].
- 9 квітня — Про ринок природного газу[52].
- 9 квітня — пакет «декомунізаційних законів»:
  - Про правовий статус та вшанування пам'яті борців за незалежність України у XX столітті[53].
  - Про увічнення перемоги над нацизмом у Другій світовій війні 1939-1945 років[54].
  - Про засудження комуністичного та націонал-соціалістичного (нацистського) тоталітарних режимів в Україні та заборону пропаганди їхньої символіки[55].
  - Про доступ до архівів репресивних органів комуністичного тоталітарного режиму 1917-1991 років[56].
- 12 травня — Про правовий режим воєнного стану[57].
- 2 липня:
  - Про Рахункову палату[58].
  - Про Національну поліцію[59].
- 14 липня — Про місцеві вибори[60].
- 3 вересня — Про електронну комерцію[61].
- 3 листопада — Про запобігання впливу корупційних правопорушень на результати офіційних спортивних змагань[62].
- 5 листопада — Про зовнішню трудову міграцію[63].
- 10 листопада — Про Національне агентство України з питань виявлення, розшуку та управління активами, одержаними від корупційних та інших злочинів[64].
- 12 листопада — Про Державне бюро розслідувань[65].
- 26 листопада:
  - «Закон Савченко»[66].
  - Про наукову і науково-технічну діяльність[67].
- 8 грудня — Про систему іномовлення України[68] (див. UATV).
- 10 грудня — Про державну службу[69].
- 24 грудня — Про реформування державних і комунальних друкованих засобів масової інформації[70].
- 25 грудня — Про публічні закупівлі[71].

### ОсновнірішенняКонституційного Суду
- Неконституційність обмеження права на оскарження рішення місцевого загального суду як адміністративного суду[72].

## Померли
- 3 січня — Едвард Брук, американський юрист та політик з Республіканської партії, генеральний прокурор штату Массачусетс з 1963 по 1967.
- 10 квітня — Роза Франсіна Рогомбе, габонська правник та політик (н. 1942).
- 30 травня — Бо Байден, американський юрист і політик-демократ. З 2007 по 2015 рік обіймав посаду генерального прокурора штату Делавер. Син віце-президента США Джо Байдена.
- 1 червня — Ніколас Ліверпул, Президент Домініки (2003—2012), правознавець, доктор права, був суддею у кількох країнах Карибського басейну.
- 6 червня — Вінсент Бугліосі[en], американський юрист та автор (н. 1934).
- 4 липня — Неделчо Беронов, болгарський юрист, політик і суддя Конституційного суду.
- 31 жовтня — Воронова Лідія Костянтинівна, правознавець, фахівець у галузі фінансового права, доктор юридичних наук (1982), професор (1984), академік Національної академії правових наук України (1993), Заслужений юрист України (2006), Заслужений професор Київського національного університету імені Тараса Шевченка (2008), лауреат Державної премії України в галузі науки і техніки (2011).
- 1 листопада — Фред Томпсон, американський політик, актор і юрист.
- 4 листопада — Євграфов Павло Борисович, 71, правник, заступник голови (1999—2002) Конституційного Суду України, заслужений юрист України.